# Lars Gårding
Gårding (Hedemora, 7 maart 1919 – 7 juli 2014) was een Zweedse wiskundige.
Gårding heeft in zijn leven verschillende bijdragen gedaan aan de studie naar de partiële differentiaalvergelijking en de differentiaaloperator. Verder was hij een wiskundeprofessor op de Universiteit van Lund. Samen met Marcel Riesz was hij de adviseur van Lars Hörmander.